# Parascylliidae
Los parascilílidos (Parascylliidae) son una familia de elasmobranquios selacimorfos del orden Orectolobiformes.

## Características
Los parascílidos son pequeños, con menos de un metro de longitud. Los ojos recuerdan a los de un gato, y presentan bolsas suboculares. Poseen surcos nasales estrechos con bárbulas. La primera aleta dorsal se origina detrás de la base de las pélvicas. Lóbulo superior de la aleta caudal no elevado sobre el eje del cuerpo, con un gran lóbulo terminal, pero sin lóbulo ventral.

## Hábitat
Son tiburones de aguas continentales templadas y tropicales del Pacífico occidental.

## Alimentación
Se conoce poco sobre su alimentación, pero probablemente coma pequeños peces, crustáceos y otros invertebrados bentónicos.

## Taxonomía
Incluyen dos géneros géneros y 8 especies:
- Cirrhoscyllium Smith & Radcliffe, 1913[2][3]
- Parascyllium Müller & Henle, 1837[4][5]